# Костел Святого Хреста (Краків)
50°03′48″ пн. ш. 19°56′35″ сх. д. / 50.0634° пн. ш. 19.9431° сх. д.
Шаблон:Świątynia chrześcijańska infoboxКостел Святого Хреста - римо-католицький парафіяльний костел, розташований у Кракові в Старому місті на пл. св.Духа 2, поруч з Театром ім. Юліуша Словацького .

## Історія
За переказами, першу дерев'яну церкву на цьому місці заснував єпископ Певка наприкінці XII століття. У 1244 році єпископ Ян Прандота оселив тут орден духів, які керували лікарнею. На той час тут уже була парафія. Сучасна мурована церква датується XIV століттям. Кам'яний пресвітерій був побудований на початку XIV століття (можливо, ще в 1300 році), а квадратна, цегляна нава була завершена в другій половині того ж століття - звичайно, не пізніше 1420 року. Церква була оточена парафіяльним цвинтарем і була з’єднана з нині неіснуючими будівлями монастиря та лікарні, а також костелом та лікарнею Святого Духа .
У 1528 році згорів інтер'єр костелу, тоді, ймовірно, завалилося склепіння пресвітерію, яке, однак, швидко відбудували до 1533 року. У 1683–1684 роках завдяки зусиллям єпископа Анджея Тшебицького костел було відреставровано, а в 1896–1898 роках ремонт проводився знову під керівництвом Тадеуша Стриєнського та Зигмунта Генделя .
У 1903 р. у цьому костелі Войцех Корфанти вінчався з Ельжбетою Шпротувною (про це свідчить пам’ятна дошка)  .
16-18 квітня 1962 р. єпископ Кароль Войтила провів у храмі реколекції для митців під назвою "Євангеліє і мистецтво"  .

## Архітектура
Костел є однією з найчистіших готичних споруд у Кракові. Має дуже просту конструкцію — квадратний цегляний бабинець і прямокутний кам’яний приділ (вужчий і нижчий від нави, покритий окремим дахом). Над західним фасадом домінує квадратна вежа, на першому поверсі примикають дві каплиці. Ліворуч каплиця св. Андрія з XVI століття зі збереженим на східній стіні готичним малюнком Розп'яття та пізньоренесансним вівтарем з рухомими крилами. Праворуч – каплиця Богоматері Лоретанської 1642 року. На фронтонній стіні пресвітерію з боку Плант встановлено скульптуру Христа, що падає, роботи Яна Щепковського початку ХХ століття.

## Інтер'єр
Всередині незвичайне пальмове склепіння нави, яке підтримується лише однією центральною колоною, що символізує біблійне Дерево Життя . З правого боку, за входом, знаходиться лаватрій від церкви Святого Духа зі збереженою датою 1581 р., яка нині служить умивальницею .
Залишилося оздоблення нави в її нинішньому вигляді є вірною реконструкцією ХІХ століття ренесансного живопису другої половини ХІХ століття. шістнадцяте століття. Через надмірну вологість та відсутність сучасних методів консервації оригінали не вдалося зберегти. Станіслав Виспянський скопіював їх у масштабі 1:1, а Антоні Тух використав свої картони для реконструкції. На стінах є образи єпископа Іво Одровонжа та чотирьох Докторів Церкви. На східній стіні «Дзеркало грішника » (лат. Speculum Peccatoris) - алегоричне зображення оголеного старого, що сидить на стільці, що піднімається з глибини колодязя, в оточенні мечів з написами "Mors" (смерть), "Diabolus" (диявол), "Peccatum" (гріх) і "Verbum" (слово), а над головою старого висить п’ятий меч. Це єдине збережене зображення цього типу в польському малярстві, натхненне, швидше за все, нідерландськими гравюрами на міді епохи Контрреформації.
Пізньоготичне сітчасте склепіння в пресвітерії походить з 1530 р. і вкрите поліхромією з квітковими мотивами. На замкових каменях зображені герби Королівства Польського, родини Сфорца, родини Герцогства та родини Бонерув.
Головний вівтар походить з початку 18 століття, розп'яття, яке знаходиться в ньому, зроблено в 17 столітті. Він увічнений на тлі мальованого пейзажу з позолоченими зображеннями сонця і місяця, з боків вівтаря — позолочені статуї св. Станіслава та св. Адальберта, а на вівтарній мензі дві пізньоготичні поліхромні фігури Матері Божої та св. Іоанна Євангеліста.
На вівтарі св. Анни (з лівого боку нави) в центральній частині зображено "Повчання Марії" приблизно з 1650 р. Він створений на основі гравюри на міді, виконаної за мотивами картини Пітера Пауля Рубенса .
Вівтар Матері Божої з правого боку нави датується 1630 р., а образ Матері Божої представляє широко поширений тип іконографії (Одигітрія), згідно з яким образ Матері Божої з Пєкар-Шльонських був також зроблений.
Каплиця Святої Софії (праворуч) була побудована як цехова каплиця краківських пекарів у 1442 році. У ніші південної стіни зберігається унікальна пізноренесансна сповідальниця кінця XVI ст., одна з найстаріших збережених у Кракові. Інші барокові сповідальні в костелі були перенесені сюди з Вавельського собору. 18-голосний орган з бароковим фронтом.
У церкві також є бронзова купіль 1423 року, серед багатьох інших епітафій Хелени Моджеєвської, родини Поллерів і Томаша Прилінського, крила готичного триптиха з нині неіснуючої церкви св. Міхала на Вавелі, а також лавки XVII ст., прикрашені поліхромією із зображенням сцен із життя привидів, трон священика та амвон з першої чверті сімнадцятого століття, що є чудовим прикладом великої майстерності краківських різьбярів по дереву. Над входом до захристії зображено св. Королеву Ядвігу .

Поряд з костелом є ранньоготичний, кам'яний пресвітерій, який є найстарішим збереженим житловим будинком у Кракові.

## Парафіяльні священики
- О. Микола Опавський (XV ст.) )
- О. Станіслав Теплар (XVI ст., однозначно 1930-ті). )
- О. Ян з Віслиці (1562–1568)
- О. Олексій Чилинський (до 1683)
- О. Рафал Цибульський (з 1684 р.)
- О. Каспер Малецький (з 1783)
- О. Валентій Яніковський (помер у 1858 р.), настоятель ордену 24 роки
- О. Францішек Пьонтковський (до 1865)
- О. Павел Руссек (1865–1872), канцлер консисторії
- О. Ігнацій Патинський (1873–1883), ректор Дому священиків на пенсії.
- О. Вацлав Холевінський (1883–1895), катехитик
- О. Владислав Мікульський (1895–1935)
- О. Анджей Миткович (1936–1954), професор Львівського університету
- О. Болеслав Пшибишевський (1954–1971), професор історії Церкви та історії мистецтва
- О. Ришард Вільчинський (1971–1981)
- О. Станіслав Адамський (1981–1992)
- О. Войцех Стоклоса (адміністратор, 1992–1993)
- О. Здзіслав Кліс (1993–1997)
- О. д-р Ян Абрахамович (1997–2010)
- О. Павло Кубані (2010–2018) [4]
- О. д-р Даріуш Гузяк (з 2018) [5]

## Галерея

Храм на фото до 1896 рокуХрам на фото до 1896 року
Інтер'єр храмуІнтер'єр храму
Інтер'єр храму, пресвітерій.Інтер'єр храму, пресвітерій.
Огляд інтер'єру з головного вівтаря.Огляд інтер'єру з головного вівтаря.
Головний вівтарГоловний вівтар
Готичний склеп.Готичний склеп.
Вид на храм з Плантів .Вид на храм з Плантів .
Будівля приходу.Будівля приходу.

## Виноски
1. ↑  Реєстр пам'яток
2. ↑  Michał Rożek, Przewodnik po zabytkach Krakowa, 2006, s. 224.
3. ↑  Karol Wojtyła, Ewangelia a sztuka. Rekolekcje dla artystów, Rzym-Kraków 2011, s. 11.
4. ↑  Kościół Świętego Krzyża w Krakowie. Архів оригіналу за 2 січня 2016. Процитовано 19 березня 2023.
5. ↑  Archidiecezja Krakowska - Księża - Listy i dekrety - ZMIANY PERSONALNE W ARCHIDIECEZJI KRAKOWSKIEJ (пол.), архів оригіналу за 3 липня 2018, процитовано 19 березня 2023

## Зовнішні посилання
- Офіційний сайт храму св. Хреста в Кракові
- Неофіційний сайт з історією храму св. Хрест і фотогалерея
- Віртуальна прогулянка храмом св. Хреста в Кракові
- Архівні види храму та публікації бібліотеки Полони